# Vanessa Marina
Vanessa Marina Cartaxo Farinha, anche nota semplicemente con il nome d'arte Vanessa (Leiria, 21 marzo 1992), è una danzatrice portoghese che ha rappresentato il Portogallo ai Giochi della XXXIII Olimpiade nella gara femminile di break dance.

## Biografia

### Infanzia e primi contatti con la break dance
Vanessa Marina è nata il 21 marzo del 1992 a Leiria, città del Portogallo centrale nella provincia di Beira Litorale. Il primo approccio con la break dance lo ebbe nel 2012, grazie a un amico che la esortò a provare la disciplina. Nel 2014 si trascerisce da Lisbona a Londra per iniziare una carriera nel mondo della break dance e per aiutare a "far evolvere la scena britannica delle b-girls".

### Carriera sportiva
Vanessa ha gareggiato in diverse competizione della Red Bull BC One, manifestazione internazionale di break dance. Nel 2019 ha vinto la medaglia d'oro nella competizione del Regno Unito. Dal 2020, dopo aver perso la finale nella competizione del Regno Unito, ha iniziato a gareggiare in quella del Portogallo, vincendo l'oro nel 2021 ma non riuscendosi a qualificare alla finale mondiale.
Nel 2022, dopo aver vinto la competizione del Portogallo ed essersi riuscita a qualificare alla finale mondiale del Red Bull BC One, è stata sconfitta ai quarti di finale dalla b-girl cinese 671. Lo stesso anno ha preso parte agli Europei di break dance di Manchester, in Inghilterra, vincendo la medaglia di bronzo.
Nel 2023, la Marina ha raggiunto i quarti di finale agli Europei di break dance di Almería, in Spagna. Lo stesso hanno a partecipato alle gare di break dance dei III Giochi europei, concludendo all'ottava posizione.
Dopo aver superato un infortunio, Vanessa è riuscita a qualificarsi ai Giochi della XXXIII Olimpiade di Parigi 2024 per competere nella gara femminile di break dance, disciplina introdotta per la prima volta in occasione proprio delle Olimpiadi di Parigi 2024. Alla competizione Vanessa è stata eliminata alla fase a gironi, dopo essere stata battuta dall'olandese India, dalla cinese 671 e dalla statunitense Sunny, concludendo alla 13ª posizione della classifica complessiva.

## Palmarès
| Anno | Manifestazione  | Evento | Sede       | Risultato | Fonte  |
| ---- | --------------- | ------ | ---------- | --------- | ------ |
| 2021 | Europei         | B-Girl | Soči       | 10°       | [ 8 ]  |
| 2022 | Europei         | B-Girl | Manchester | Bronzo    | [ 9 ]  |
| 2023 | Europei         | B-Girl | Almería    | 6°        | [ 10 ] |
| 2021 | Mondiali        | B-Girl | Parigi     | 19°       | [ 11 ] |
| 2022 | Mondiali        | B-Girl | Seul       | 18°       | [ 12 ] |
| 2023 | Mondiali        | B-Girl | Lovanio    | 16°       | [ 13 ] |
| 2024 | Giochi olimpici | B-Girl | Parigi     | 13°       | [ 7 ]  |
| 2023 | Giochi europei  | B-Girl | Nowy Sącz  | 8°        | [ 14 ] |